# 李捷金
李捷金（1956年—），本名李捷鑫，廣東省梅州市梅縣區人。台北醫學院（現已改制為台北醫學大學）牙醫系畢業，現為開業醫師。李捷金就讀大學時因興趣而執筆，作品屢獲好評。曾獲聯合報小說獎推薦佳作、中國時報文學獎甄選獎。

## 作品
- 《窄巷》，聯經出版社，1987年